# Filzmoos
Filzmoos osztrák község Salzburg tartomány Sankt Johann im Pongau járásában. 2018 januárjában 1484 lakosa volt. 

## Elhelyezkedése

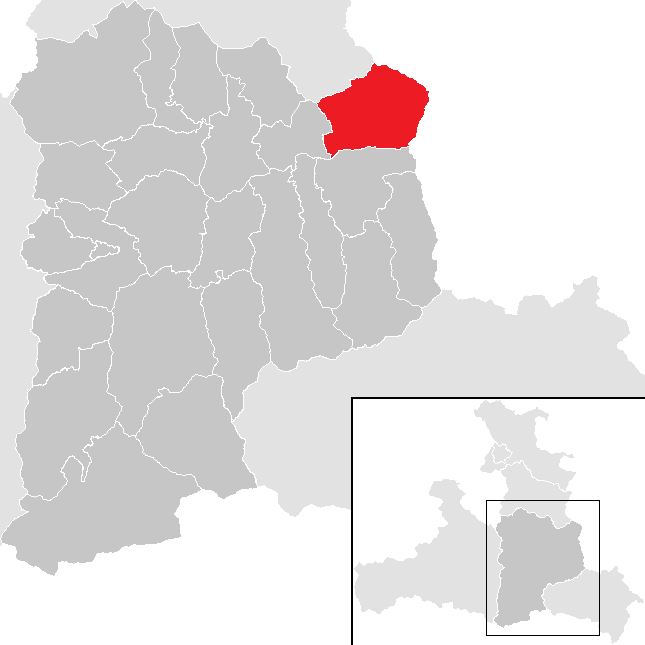
Filzmoos a St. Johann im Pongau-i járásban

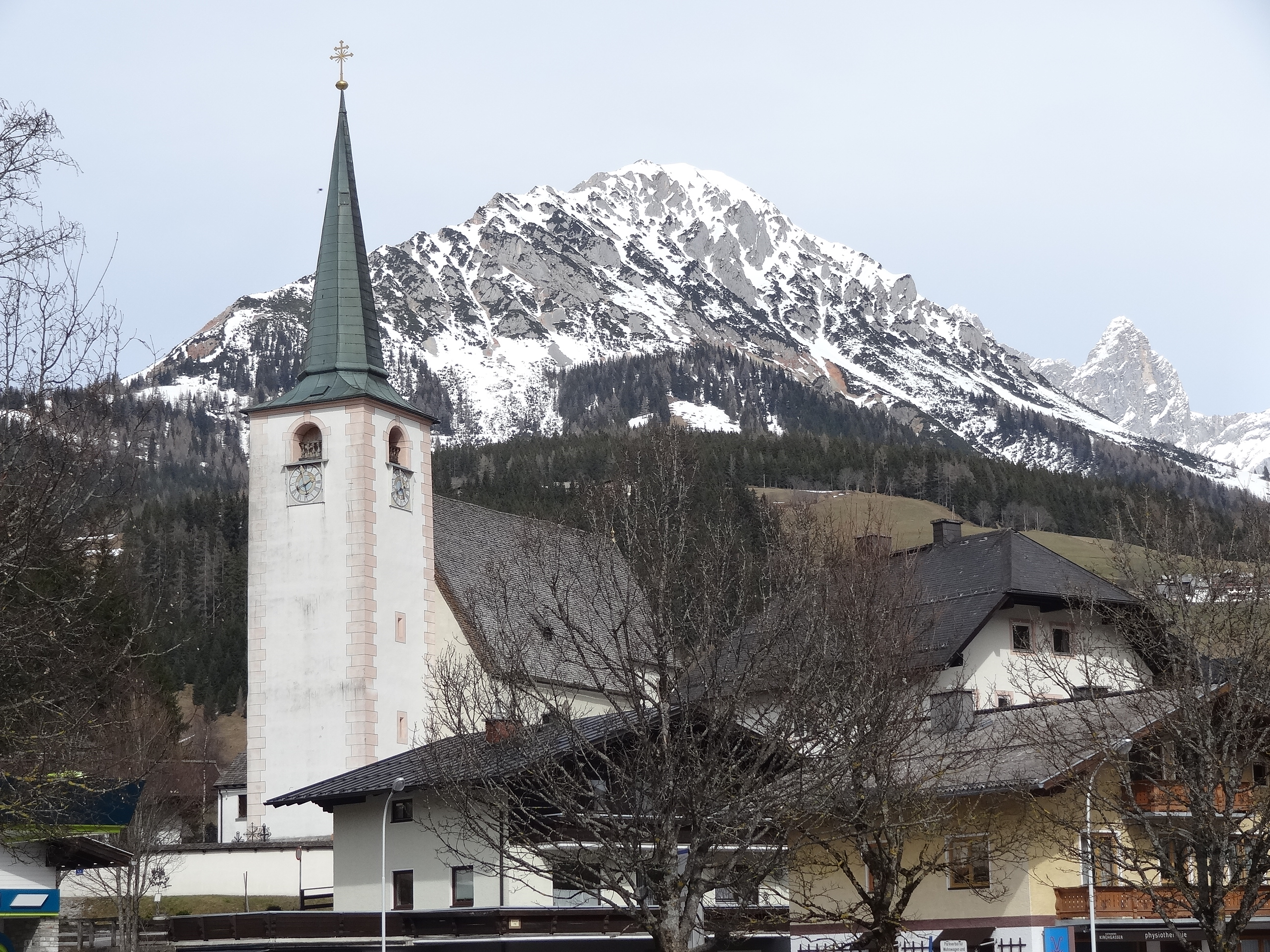
A Szt. Péter és Pál-plébániatemplom

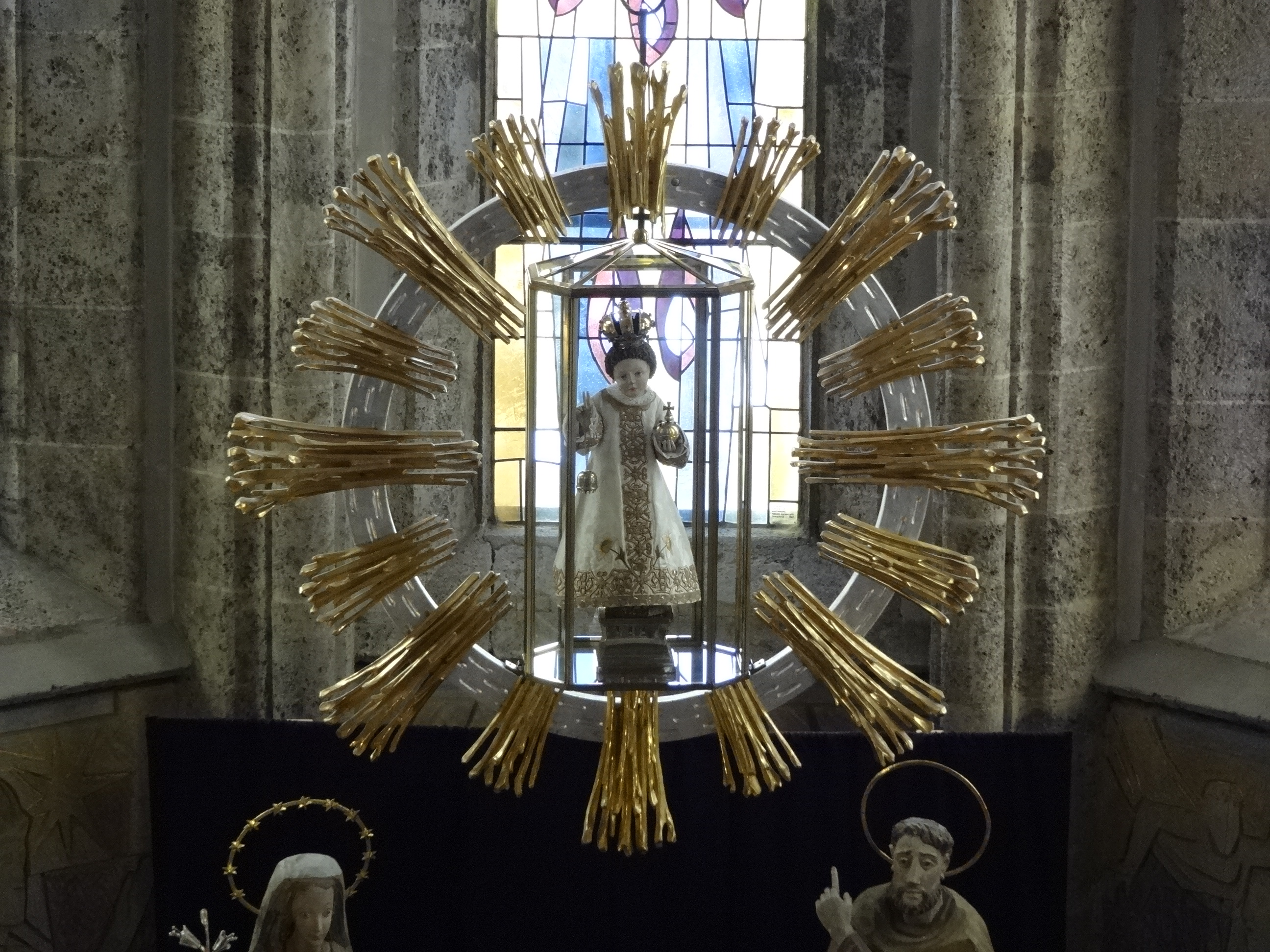
A filzmoosi gyermek

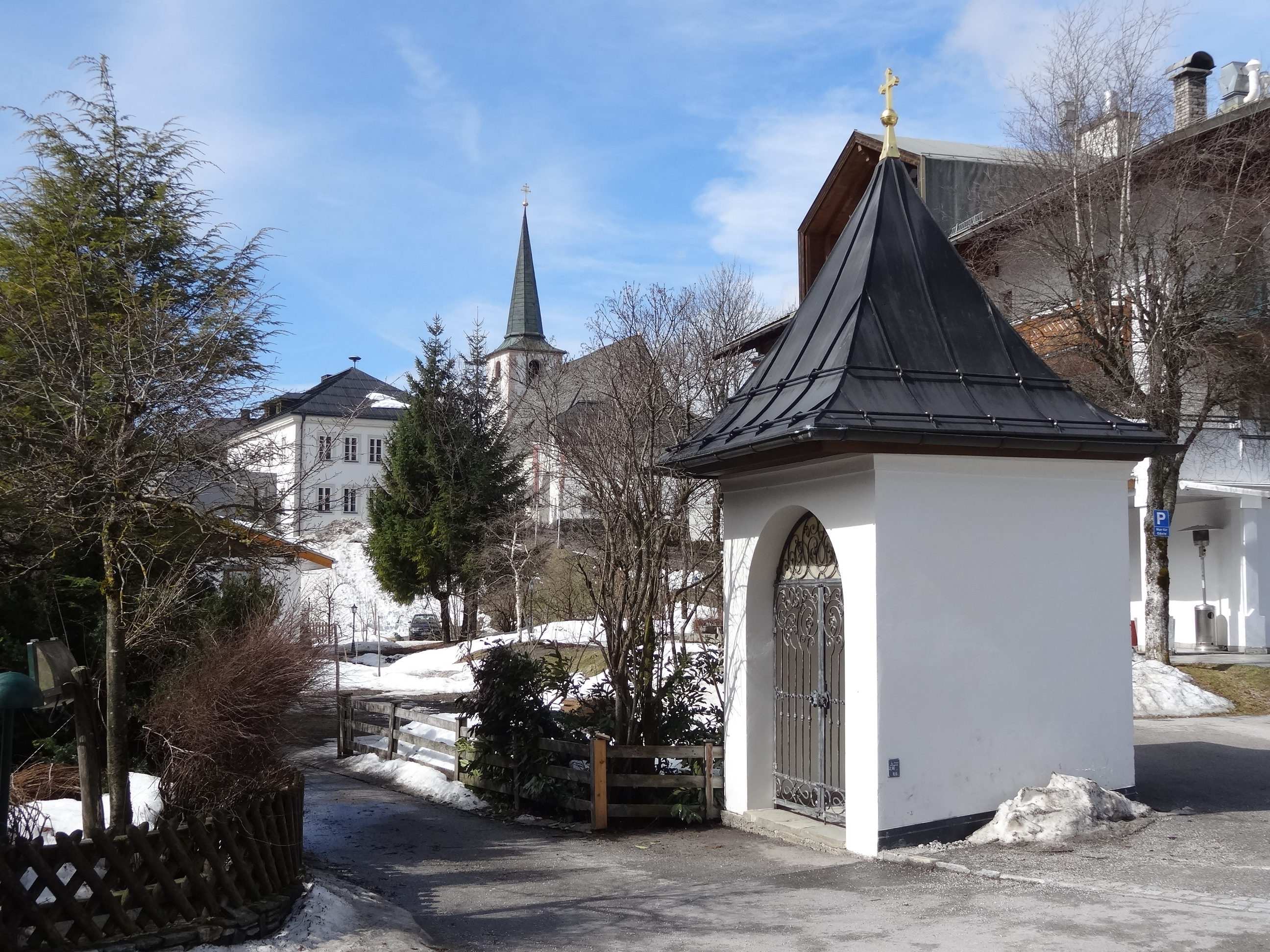
Az Eredet-kápolna

Filzmoos Salzburg tartomány Pongau régiójában fekszik a Mandling folyó mentén, a nyugati Salzburgi Pala-Alpok és a keleti Dachstein-hegység között. Területén található a Salzburg-Stájerország-Felső-Ausztria hármashatár, a 2948 m magas Torstein hegycsúcson. Északi régiója (a Gosaukamm gerince és a látványos Bischofsmütze csúcs) a Világörökséghez tartozó Hallstatt–dachsteini kultúrtájhoz része. A községi önkormányzathoz két település tartozik: Filzmoos (761 lakos 2018-ban) és Neuberg (723 lakos). 
A környező önkormányzatok: délre Radstadt, nyugatra Eben im Pongau, északnyugatra Annaberg-Lungötz, északkeletre Gosau (Felső-Ausztria), keletre Ramsau am Dachstein (Stájerország).

## Története
A térség első lakói feltehetően a kelta tauriszkok törzse volt. Időszámításunk kezdete körül a rómaiak annektálták a régiót. A népvándorlás végén, a 6. században szlávok népesítették be az Enns völgyét, majd bajorok érkeztek észak felől. Filzmoost először 1333-ban említik. Neve ("nemezes láp") a mocsaras, mohával benőtt folyóvölgyre utal, ahol sokáig csak pásztorok legeltették nyájaikat. A középkorban elkezdték kiaknázni a hegyek érclelőhelyeit, többek között ezüstöt, rezet, vasat, arzént, ólmot és cinket bányásztak. A főleg bányászokból álló lakosság több mint felének 1731-ben el kellett menekülnie, amikor a salzburgi érsek elűzte földjeiről a protestánsokat. A község bevételeinek nagy része a 20. századtól kezdve az idegenforgalomból származik. 

## Lakosság
A filzmoosi önkormányzat területén 2017 januárjában 1484 fő élt. A lakosságszám 1923 óta gyarapodó tendenciát mutat. 2016-ban a helybeliek 85,2%-a volt osztrák állampolgár; a külföldiek közül 6,6% a régi (2004 előtti), 4,9% az új EU-tagállamokból érkezett. 2,6% a volt Jugoszlávia (Szlovénia és Horvátország nélkül) vagy Törökország, 0,6% egyéb országok polgára. 2001-ben a lakosok 86,2%-a római katolikusnak, 1,3% evangélikusnak, 5,4% mohamedánnak, 5,1% pedig felekezet nélkülinek vallotta magát. Ugyanekkor 4 magyar élt a községben és a nagyobb nemzetiségi csoportokat a német (87,8%) mellett a horvátok (3,5%), törökök (3%), bosnyákok (1,7%) és szerbek (1,3%) alkották.  
A lakosság számának változása:

| 2016 | 1 448 |
| 2018 | 1 484 |

## Látnivalók
- a Szt. Péter és Pál-plébánia és kegytemplom Leonhard-plébániatemplom 1745-ben épült. Itt található az ún. "filzmoosi gyermek", egy késő gótikus, a gyermek Jézust ábrázoló faszobor, amelyet állítólag két pásztor talált egy fatönkön. A szobrot elvitték az altenmarkti dekanátusi templomba, de az a következő éjszaka visszatért Filzmoosba. Azóta a helyi templom oltára fölött található, sokáig zarándokok jártak ide megtekinteni.
- az Eredet-kápolna azon a helyen ahol a filzmoosi gyermeket találták

## Híres filzmoosiak
- Brigitte Totschnig (1954-) olimpiai ezüstérmes alpesi síző

## Fordítás
- Ez a szócikk részben vagy egészben  a   Filzmoos (Salzburg) című német Wikipédia-szócikk ezen változatának fordításán alapul.  Az eredeti cikk szerkesztőit annak laptörténete sorolja fel. Ez a jelzés csupán a megfogalmazás eredetét és a szerzői jogokat jelzi, nem szolgál a cikkben szereplő információk forrásmegjelöléseként.